# Angarsk
Angarsk (en rus Ангарск) és una ciutat de l'óblast d'Irkutsk, a Rússia.

## Geografia
Angarsk es troba al sud de Sibèria, a 5.113 km a l'est de Moscou i a 40 km al nord d'Irkutsk. Es troba a la confluència de l'Angarà i del Kitoi, a 60 km al nord del llac Baikal.

## Història
La construcció d'Angarsk començà el 946. La ciutat fou oficialment fundada el 1951 al voltant d'un complex industrial. La seva activitat econòmica es desenvolupa al voltant d'un complex petroquímic i de l'urani.
La ciutat té una estació de tren de la línia del Transsiberià.